# طابع الصحيفة
طابع الصحيفة، هو نوع خاص من طوابع البريد يستخدم لدفع تكلفة إرسال الصحف والدوريات الأخرى بالبريد. وعلى الرغم من إصدار العديد من الأنواع في القرن التاسع عشر، والتي كانت تمثل عادةً أسعارًا مخفضة عن البريد العادي، إلا أنها توقفت عن الاستخدام بشكل عام في منتصف القرن العشرين، حيث بدأت خدمات البريد في ترتيب التعامل بالجملة مباشرة مع الناشرين.

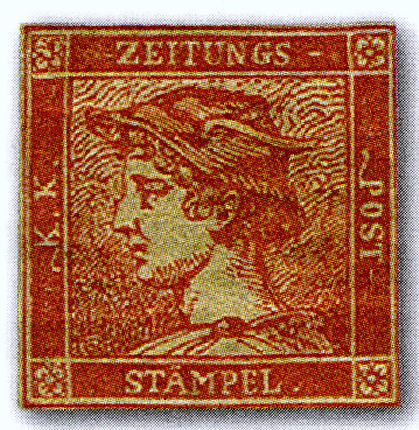
طابع الزئبق الأحمر وهو طابع صحيفة نادرة من النمسا عام 1856.

اختلف الاستخدام الدقيق لطوابع الصحف؛ حيث كان الهدف من طبع هذهِ الطوابع ذات القيمة الصغيرة بشكل عام هو إلصاقها على أغلفة الصحف، على غرار البريد العادي، ولكن بقيم أقل عادةً من الطوابع العادية. أما القيم الأعلى فكانت تُستخدم على حزم الصحف، ولاحقاً على الإيصالات.
وقد أصدرت النمسا أول طابع صحف في عام 1851، وسرعان ما حذت حذوها بقية الدول. وكانت طوابع الصحف في الولايات المتحدة الأمريكية، التي استُخدمت من عام 1865 إلى عام 1898، مخصصة دائماً للشحنات بالجملة، وتصل قيمتها الاسمية إلى 100 دولار أمريكي، وهي أعلى طوابع الجرائد قيمة.

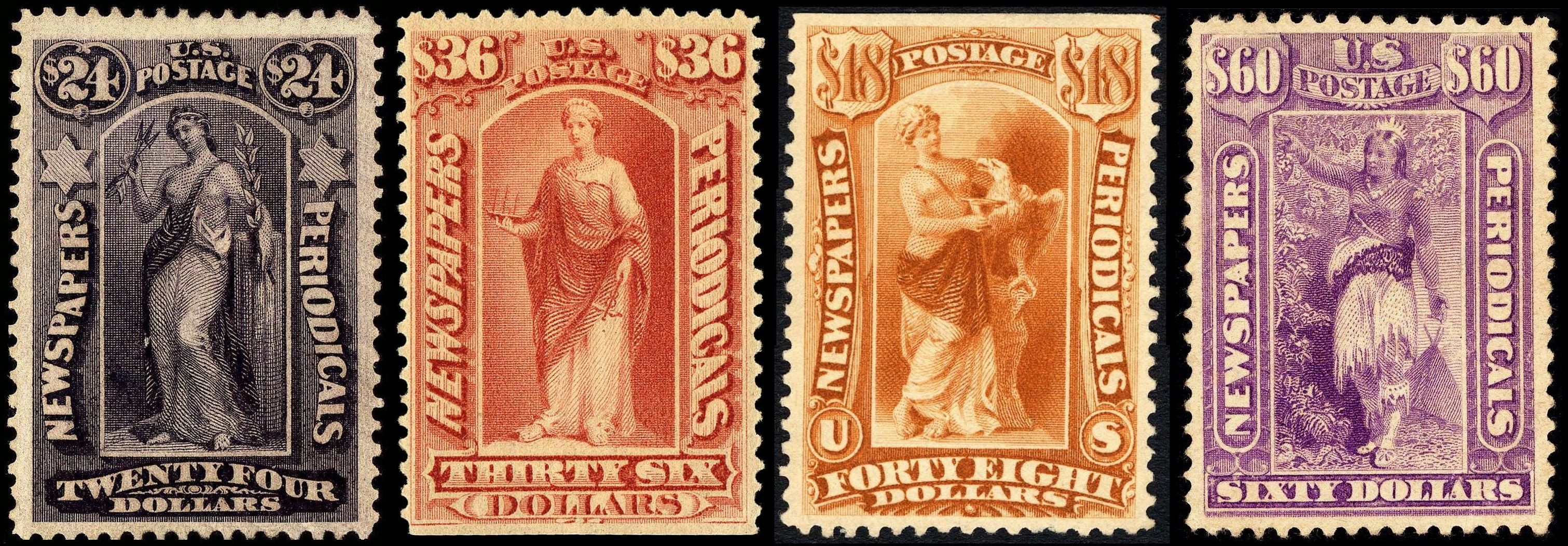
طوابع الصحف والدوريات الأمريكية لعام 1875

ويبدو أن طوابع الصحف كانت تطبع بكميات كبيرة، وجميع أنواعها تقريباً اليوم رخيصة الثمن ويسهل الحصول عليها.